# غار انحلالی

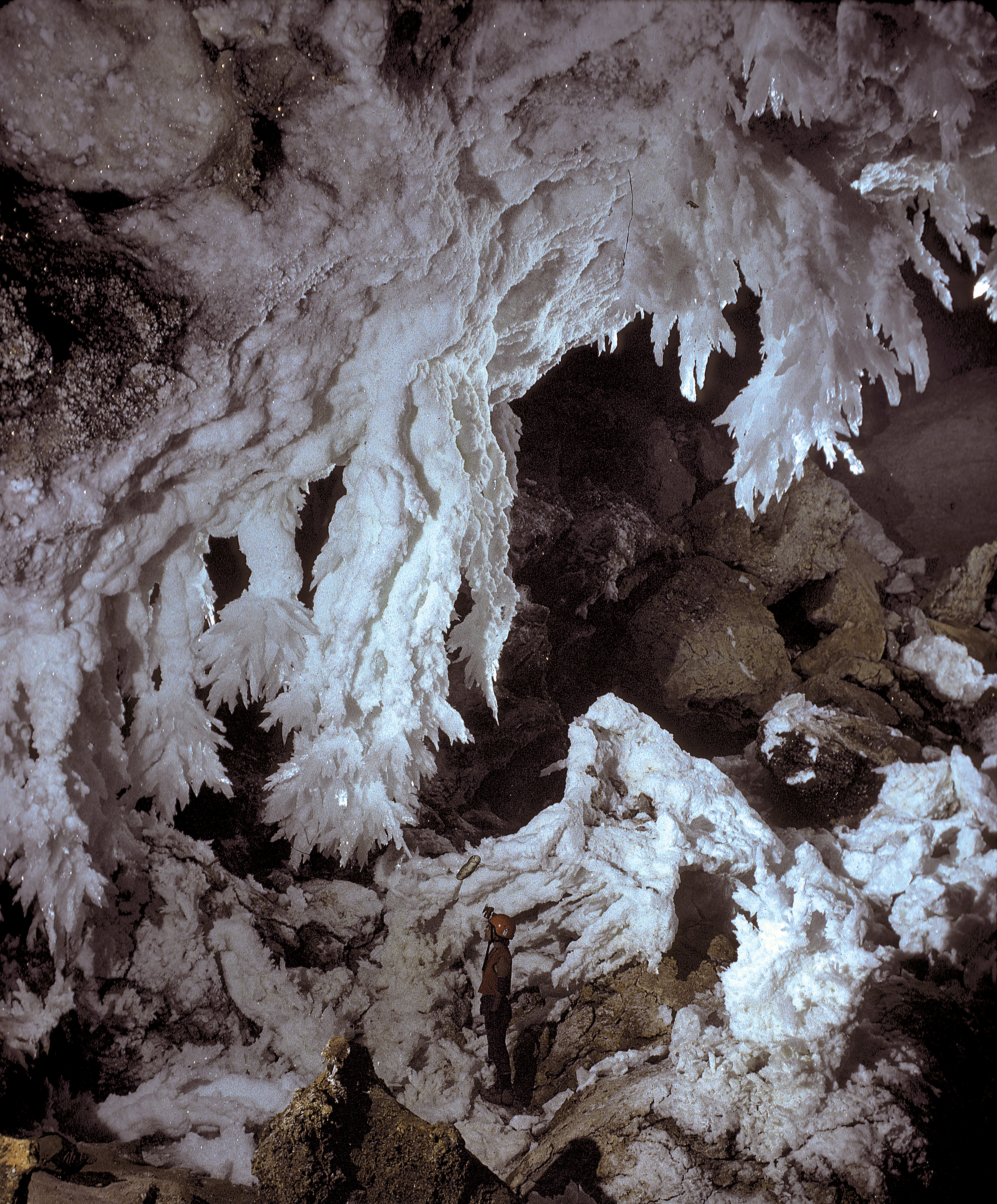
Hydrogen sulfide dissolution in Lechuguilla Cave, New Mexico

غار انحلالی (به انگلیسی: Solutional cave) یا غار کارستی (karst cave)، نوعی غار که معمولاً در سنگ‌های قابل حل و بیشتر در سنگ‌های آهک شکل گرفته است. بیشتر غارهای انحلالی در سنگ‌های آهک ایجاد شده‌اند ولی غار انحلالی همچنین می‌تواند در سنگ‌های دیگر، از جمله سنگ گچ، دولومیت، سنگ مرمر، تخت‌های نمک و گچ تشکیل شود.

## روند
سنگ بستر آب‌های زیرزمینی توسط اسیدی که به‌طور طبیعی در آب‌های زیرزمینی موجوداست از راه لایه‌های بستر، گسل‌ها، درزه‌ها و غیره نشت و حل می‌شود. در طول دوره‌های زمین‌شناسی این دهانه‌های در ابتدا کوچک با حل‌شدن بیشترِ دیواره‌های آن‌ها گسترش یافته و به صورت غارها یا سیستم‌های غاری درمی‌آیند.
آب گرفتگی بخش‌هایی از یک غار انحلالی؛ که در زیر سطح سفره آب زیرزمینی، یا در سطح آب‌های زیرزمینی محلی قرار گرفته باشند را فرا می‌گیرد.

## غارهای سنگ آهکی
بزرگ‌ترین و بیشترین غارهای انحلالی در سنگ آهک واقع شده است. غارهای سنگ آهکی، اغلب با کلسیم کربناتی که به آهستگی ته‌نشین‌شده تزیین شده‌اند. این تزیین‌ها عبارتند از سنگ‌فرش رسوبی، طاقدیس، ناودیس، هلکتیت، نی بلور، رفتس، کلسیت و ستون. این یا مواد کانی ثانوی در غارها غارسنگ نامیده می‌شوند.